# (173094) Wielicki
(173094) Wielicki est un astéroïde de la ceinture principale.

## Description
(173094) Wielicki est un astéroïde de la ceinture principale. Il fut découvert le 14 octobre 2007 à Vallemare Borbona par Vincenzo Silvano Casulli. Il présente une orbite caractérisée par un demi-grand axe de 2,87 UA, une excentricité de 0,05 et une inclinaison de 1,1° par rapport à l'écliptique.